# Tematiche LGBT nei fumetti
La presenza dell'omosessualità nei fumetti si esprime in tre modi:

## Fumetti esplicitamente lesbici o gay ("gay comix", "gay art")
Fumetti a tematica LGBT, prodotti da autrici e autori appartenenti alla comunità LGBT e/o che si rivolgono ad essa. Sono i "gay comix" o "fumetti gay". Alcuni hanno un taglio di tipo erotico, altri invece no.
Come esempi si possono citare:
- le graphic novel sceneggiate da Massimiliano De Giovanni  indagano gli aspetti più intimi e quotidiani del mondo gay bianco. ha scritto per Andrea Accardi i libri "Gente di notte", "Pazzo di te", "Cuori in affitto" e "Matteo e Enrico", tradotti in Francia e Spagna. Per Jacopo Camagni ha scritto la gay-com Le amiche giuste e Take Away, tradotto in Spagna. Per Giulio Macaione ha scritto The Fag Hag. I suoi libri sono pubblicati in Italia da Kappa Edizioni.
- Chelsea Boys, strisce e tavole prodotte espressamente per riviste gay, prendono di mira gli aspetti più fatui e superficiali della comunità gay statunitense.
- I fumetti di Gengoroh Tagame, fumetti leather s/m, estremi in immagini e contenuti.
- I fumetti di Howard Cruse, autore di "gay comix" che sono dichiaratamente tali, dalla vena intimista e a tratti amara, politicamente impegnati.
- Dykes To Watch Out For, lesbico-femminista, politicizzato.
- I fumetti di Ralf König, satira sociale del mondo gay, estremamente sarcastica e a tratti surreale. Da qualche tempo i libri di questo autore hanno iniziato ad essere tradotti anche in italiano grazie alla bolognese Kappa Edizioni.
- I fumetti dell'italiano Valeriano Elfodiluce, consultabili online: Rainbows (commedia/avventura con contenuto blandamente erotico); Robin Hoog (parodia della storia di Robin Hood con contenuto esplicitamente erotico); Go Go Stars (avventura fantascientifica con contenuto erotico); Troy (avventura fantastica con contenuti erotici).
- Tom of Finland, dal contenuto fortemente erotico, celebre in tutto il mondo. Si tratta di tavole, a volte riunite in sequenze, centrate sulla celebrazione dell'erotismo e del feticcio erotico del leather, rigorosamente prive di testo.
- Tim Fish, autore di fumetti romantici gay come Strugglers e Cavalcade of Boys.

## Presenze LGBT in fumetti non LGBT e non rivolti al mondo LGBT
La presenza di personaggi LGBT è nutrita anche in fumetti a tematica non LGBT e non destinati ad un pubblico LGBT. A partire dagli anni novanta anche editori come DC Comics e Marvel Comics, specializzati in supereroi, hanno inserito personaggi LGBT nelle loro pubblicazioni. La seguente è una lista parziale delle apparizioni in vari fumetti di personaggi LGBT.
- Alpha Flight, supergruppo dei fumetti Marvel Comics in cui il personaggio Northstar decide di fare coming out dopo un lungo periodo di allusioni. È il primo personaggio della Marvel apertamente gay.
- Authority, che presenta la coppia di gay dichiarati (Apollo e Midnighter) più popolare del genere supereroi.
- Cinzia Otherside è un personaggio transessuale, presenza fissa del fumetto Rat-Man di Leo Ortolani.
- Colosso, personaggio Marvel nella sua versione Ultimate.
- Mystica, personaggio Marvel, nemica degli X-Men, è bisessuale e ha avuto una relazione con Destiny.
- In Elfquest si accenna in più punti alla presunta bisessualità del protagonista Cutter.
- La seconda Batwoman, ovvero Kate Kane, dell'universo DC è dichiaratamente lesbica e ha delle relazioni con le poliziotte Maggie Sawyer e Renee Montoya.
- In Exiles la sorella di Sole Ardente, Mariko Yashida, è lesbica ed ha una relazione con la Donna Ragno di un'altra realtà di cui veste i panni Mary Jane Watson, ovvero la moglie di Peter Parker/Uomo Ragno nella Terra 616.
- Freedom Ring introdotto da Robert Kirkman su Marvel Team-Up.
- In Gea, collana della Sergio Bonelli Editore, c'è un personaggio gay "positivo", fisso. È presente soprattutto nei primi episodi e ridotto poi a semplice presenza per l'evoluzione successiva della trama.
- In "Julia", collana sempre della Sergio Bonelli Editore, che racconta le avventure e la vita di una criminologa, i primi 3 episodi sono incentrati sulla caccia ad una serial killer lesbica Myrna Harrod. Questo personaggio appare con continuità negli albi successivi, tanto da essere considerata il "nemico principale" anche perché innamorata in maniera malata della protagonista, fino a quando viene arrestata ed entra in stato catatonico.
- Kerry Kross, di Max Bunker, primo fumetto italiano con una protagonista dichiaratamente lesbica.
- Legs Weaver, serie Bonelli in cui l'omonima protagonista è lesbica anche se il tema è tenuto sottotraccia per tutti i primi cinquanta numeri e viene dichiarato esplicitamente nel numero 51.
- Daken, il figlio di Wolverine, è bisessuale e ha usato diverse volte i suoi poteri per sedurre uomini.
- In New X-Men il personaggio di Anole è gay. Nella versione House of M della serie Tag è innamorato di Quentin Quire.
- Orizzonti perduti, fumetto argentino in cui vengono presentate scene di esplicito amore saffico.
- Sarah Rainmaker, mutante del gruppo Gen¹³, nella gestione di Scott Lobdell diventa bisessuale.
- Phyla-Vell, personaggio cosmico della Marvel, è una lesbica dichiarata, avente una relazione con Dragoluna.
- Sprayliz, fumetto italiano in cui la protagonista è apertamente bisessuale.
- Strangers in Paradise, dove la bisessualità delle due protagoniste è chiaramente esplicitata pur non essendo fondamentale nell'economia narrativa delle vicende.
- Tara Maclay e Willow Rosenberg coppia lesbica della serie televisiva Buffy l'ammazzavampiri sono presenti anche nel fumetto e a loro sono state dedicate anche due miniserie.
- Giovani Vendicatori, un fumetto della Marvel dove si presenta una coppia gay, Asgardian/Wiccan e Hulkling, in ruolo di protagonisti.
- In V for Vendetta la persecuzione e l'invio in campo di concentramento di lesbiche e omosessuali è una delle caratteristiche del governo fascistico delineato dall'autore. Il film che è stato tratto dal fumetto ha accentuato tale aspetto, ampliando il personaggio di Valerie.
- Watchmen, graphic novel di Alan Moore, presenta diversi personaggi più o meno coscientemente omosessuali.
- In X-Factor, Rictor e Shatterstar scambiano il primo bacio tra due personaggi maschili mainstream in un fumetto Marvel. Rictor conferma i sospetti durati per anni dei fan affermando che erano già coinvolti sentimentalmente, e i due diventano ufficialmente una coppia.
- In X-Statix, sono presenti diversi personaggi gay: Phat, Vivisector e Bloke.
- John Constantine protagonista della serie Vertigo Hellblazer è bisessuale.
- Nella serie Marvel MC2, Felicia Hardy (l'ex Gatta Nera), ha una relazione omosessuale con una sua dipendente.

## Presenze LGBT, in fumetti LGBT ma non rivolti al mondo LGBT
Fumetti con personaggi LGBT e a tematica LBGT, ma non destinati ad un pubblico LGBT.

La gran parte di tale produzione s'identifica nei fumetti erotici a tema lesbico scritto per il consumo delle fantasie sessuale dei maschi eterosessuali, e nei fumetti a tema gay maschili scritte da donne per il consumo delle fantasie sessuali di donne eterosessuali. Si vedano in proposito le voci:
- Futanari;
- Hentai;
- Shotacon;
- Shōnen'ai (per esempio: New York, New York);
- Shōjo-ai;
- Yaoi (per esempio: Kizuna, Zetsuai 1989);
- Yuri (che si basa su relazioni lesbiche).

## In Giappone
I fumetti sono una delle forme d'arte maggiore con sede in Giappone, il quale possiede la più grande industria di manga al mondo. I fumetti vengono considerati una forma di lettura del tutto rispettabile e sono rivolti sia ai bambini sia ad un pubblico adulto. Sesso e violenza sono comuni e la loro presenza nei manga di fantasia è interpretato come una "valvola di sfogo di sicurezza".

### Anime e Manga
Il tema può essere presente anche in anime, come in:
- Nageki no kenkō yūryōji, a carattere erotico, con un personaggio lesbico.
- Molti manga delle CLAMP, hanno una presenza più o meno accennata di personaggi gay, ma il più delle volte si tratta dai semplice fan service, se si escludono pochi casi come Tokyo Babylon.
- Lady Oscar, cartone animato non erotico, mai esplicitamente omosessuale, gioca però deliberatamente sull'ambiguità di genere e il travestitismo. È un prodotto cult nella comunità lesbica.
- La rivoluzione di Utena, in cui la protagonista si scopre innamorata di una donna nel corso di una storia
- Tokyo Godfathers, dove uno dei tre protagonisti è un travestito.
- Gravitation, dove il protagonista si innamora di un famoso scrittore. Nell'anime stato compresso il suo contenuto erotico a favore della parte sentimentale.
- Ludwig II è un manga in tre volumi dove viene raccontata la storia d'amore tra il re Ludovico II di Baviera e il suo stalliere Richard Hornig, i quali furono amanti anche nella realtà.
- Love My Life, di Ebine Yamaji, è un volumetto a metà tra una graphic novel e uno shōjo composto da brevi episodi che segue i passi di una giovane coppia lesbica con tutti i suoi dubbi, incertezze, piccoli tradimenti, l'ombra delle ex e degli ex passati, gli amici e il mondo parzialmente ostile attorno.

Contrastato fu invece il tentativo d'introdurre il tema omosessuale in un cartone animato occidentale, The Ren and Stimpy Show, concluso con l'allontanamento dell'autore.

#### Yaoi e Yuri
Yaoi e Yuri (noti anche come 'Boys Love' e 'Girls Love' rispettivamente) sono generi giapponesi che incorporano temi di romanticismo omosessuale attraverso vari mezzi di comunicazione. I generi sono emersi nel corso degli anni '70 del XX secolo come un ramo di manga e poi anche di anime destinato principalmente alle ragazze.
Yaoi e Yuri si sono presto diffusi al di fuori del Giappone, sia tradotti che in originale sono disponibili in molti paesi e lingue. I personaggi dei manga yaoi e yuri non tendono ad auto-identificarsi come omosessuali o bisessuali. Opere famose includono Hiizuredokoro no Tenshi (l'angelo che è venuto dal sole), una serie di 11 volumi a partire dal 1980 che reinterpreta la vita del monaco che introdusse il buddhismo in Giappone; ed Il poema del vento e degli alberi (Kaze to Ki no Uta), una serie di 17 volumi a partire dal 1976 che racconta la relazione intercorsa tra due scolari in Francia.
Come per gran parte dei manga e degli anime la fantascienza, i tropi della fantasia e gli ambienti sono comuni: Il cuneo dell'amore (Ai no Kusabi), una serie di light novel degli anni '80, viene descritto come un 'opus magnum' del genere yaoi, prevedendo un sistema di caste immaginario in un futuro prossimo. Simoun (serie animata) è stata descritta come una meravigliosa serie fantascientifica, che non deve fare affidamento sul suo contenuto yuri per appellarsi al pubblico.
Le varie terminologie sia per gli abbinamenti maschio/maschio che femmina/femmina sono a volte utilizzati per indicare il livello di chiarezza sessuale o il romanticismo in un'opera. Anche se le opere yuri sono in origine mirate ad un pubblico femminile oggi ve ne sono anche alcuni rivolti ad un pubblico prettamente maschile.
Lo yaoi è stato variamente criticato per le rappresentazioni di stereotipi LGBT e a volte intriso di omofobia nei suoi personaggi e per non affrontare le principali questioni dei diritti LGBT. L'omofobia, quando viene presentata come un problema dinanzi a tutti, viene spesso utilizzato come un dispositivo di stampa per "intensificare il dramma" o per dimostrare la purezza dell'amore dei protagonisti.
Matt Thorn ha suggerito che come lo yaoi è una narrazione che racconta una storia d'amore, introdurre forti temi politici potrebbe essere una maniera per spegnere l'interesse dei lettori I critici affermano che il genere sfida l'eteronormatività tramite la raffigurazione del bishōnen queer e Andrew Grossman ha scritto che i giapponesi sono più a loro agio sui temi LGBT con la scrittura in un ambiente manga, in cui il genere sessuale viene spesso offuscato, anche nei manga eterosessuali.

## In Italia
La principale editrice in Italia di fumetti a tematica LGBT, sia giapponesi sia occidentali, è la Kappa Edizioni.
Negli ultimi tempi però sempre più case editrici si stanno interessando a questo genere, tra cui: la Flash Book (con The summit), la Magic Press (con Mi vergogno da morire), la Free Books (diversi titoli, sia autoconclusivi che non), la Planeta deAgostini (Le mille e una notte e Come uccidere il drago) e la Ronin Manga (con numerosi titoli tra i quali Il gioco del gatto col topo e Yellow).
Da giugno 2011 è arrivata Renbooks, la prima casa editrice italiana dedicata esclusivamente ai fumetti LGBT che ha pubblicato i Bara manga: Virtus, Baciando il cielo; gli Yuri: Rica'tte kanji?!?! e nuovi fumettisti sconosciuti al pubblico italiano come Steve MacIsaac, autore di Shirtlifter.